# Revelstoke
Revelstoke è una municipalità del Canada della Columbia Britannica, in Canada, situata nel distretto regionale di Columbia-Shuswap. Si trova sulla riva del fiume Columbia.